# Ephydra macellaria
Ephydra macellaria – gatunek muchówki z rodziny wodarkowatych i podrodziny Ephydrinae.
Gatunek ten opisany został w 1862 roku przez Johanna G.N. Eggera.
Muchówka o ciele długości około 4 mm, porośniętym jasnobrązowo i nieco metalicznie połyskującym. Głowa jej zaopatrzona jest w dwie pary szczecinek orbitalnych oraz skierowane w dół szczecinki perystomalne. Policzki są co najmniej w połowie tak wysokie jak oczy złożone, ale nie wyższe niż ¾ tychże. Czułki nie mają na zewnętrznej powierzchni trzeciego członu długiej szczecinki. Tułów cechują cztery pary małych szczecinek śródplecowych oraz bardzo krótkie, włosowate szczecinki środkowe grzbietu, przed szwem poprzecznym ułożone w czterech nieregularnych rzędach. Odnóża są żółte, u podgatunku E. m. alandica z ciemnymi udami. Odwłok samca ma tergit piąty dłuższy od czwartego.
Owad znany z Portugalii, Hiszpanii, Wielkiej Brytanii, Francji, Belgii, Holandii, Niemiec, Danii, Szwecji, Norwegii, Finlandii, Włoch, Polski, Czech, Węgier, Ukrainy, Rumunii, Bułgarii, Albanii, Grecji, Malty, Cypru, Makaronezji, Afryki Północnej, Bliskiego Wschodu i wschodniej Palearktyki z Azją Środkową włącznie. W Szwecji, Norwegii i Finlandii występuje podgatunek Ephydra macellaria alandica Frey, 1909.